# Conversione di san Paolo (Bruegel)

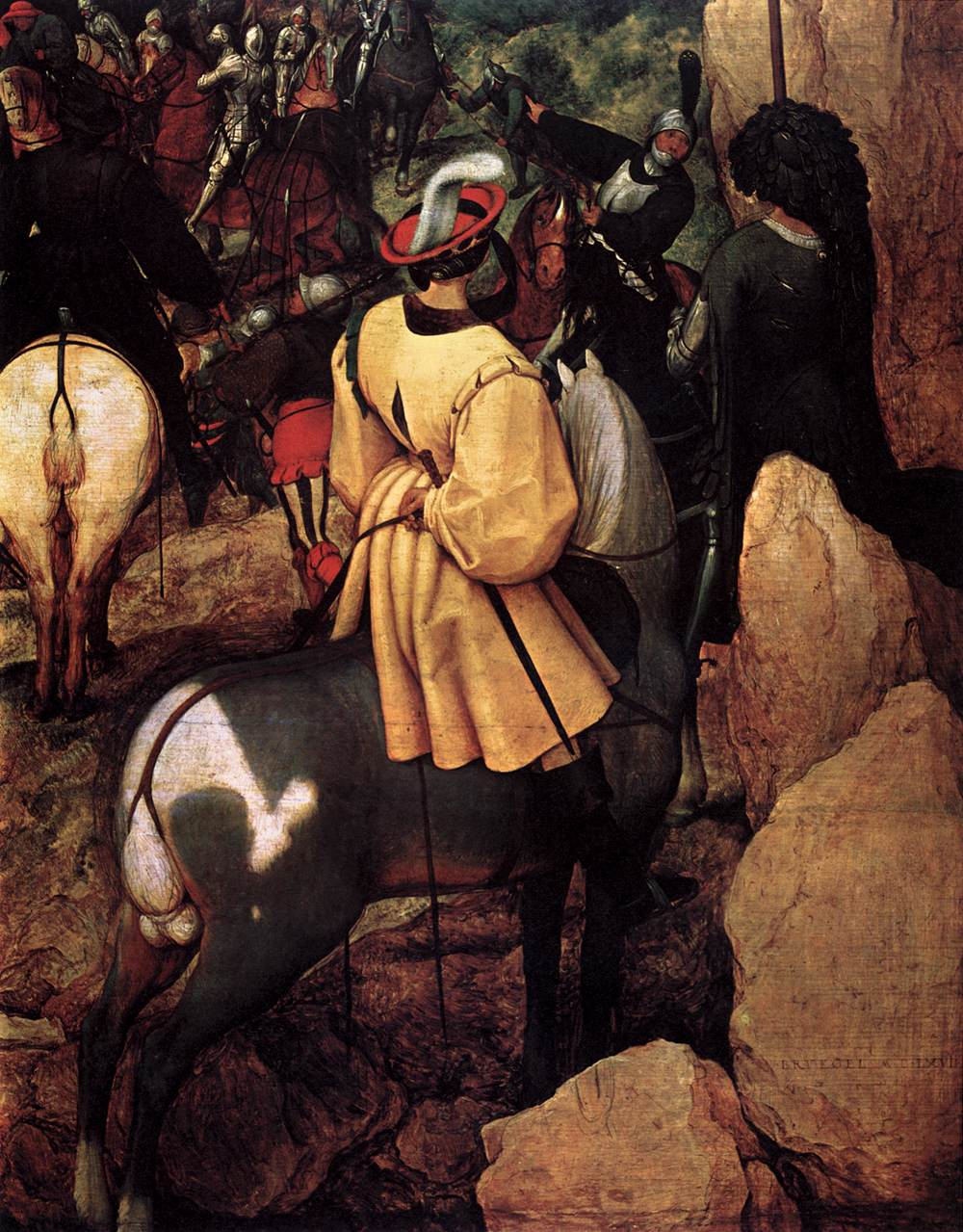
Dettaglio

La Conversione di san Paolo è un dipinto a olio su tavola (61,5x114,4 cm) di Pieter Bruegel il Vecchio, datato 1567 e conservato nel Kunsthistorisches Museum di Vienna. È firmato "BRVEGEL M.D.LXVII".

## Storia
L'opera venne acquistata dall'arciduca Ernesto d'Asburgo nel 1594, passando poi nelle collezioni imperiali con Rodolfo II.

## Descrizione e stile
Gli Atti degli Apostoli (IX, 3) raccontano come l'esattore Saulo, cadendo da cavallo sulla via per Damasco, ebbe una rivelazione divina che lo chiamò, divenendo da allora l'apostolo delle genti, Paolo di Tarso.
Bruegel ambientò la scena su un impervio passo montano, tra dirupi scoscesi e cime aguzze, in cui un gruppo di soldati, a cavallo e a piedi, si sta inerpicando faticosamente Come in altre scene dell'artista, l'evento principale è relegato in secondo piano, dove un capannello di soldati guarda il loro compagno caduto, mentre il primo piano è occupato da figure secondarie, elegantissime e ritratte nei minimi dettagli. Per aiutare lo spettatore a trovare l'episodio chiave, Bruegel mise una figura, a destra, che indica con energia e che essendo l'unica voltata frontalmente attira l'attenzione.
Tutto esprime un'idea di verticalità, dalle aguzze conifere montane, alle rupi appuntite, dalle lance ai vessilli, fino alla presenza di una nube a destra. Il taglio di alcuni oggetti dal bordo superiore (come la bandiera a destra), amplifica il senso di uno spazio che si sviluppa ulteriormente in altezza.
A sinistra, dove prosegue la gola in lontananza con i personaggi che si fanno microscopici, si apre un vasto panorama, lontanissimo e sfumato dalla foschia.